# 기사문항
기사문항은 강원특별자치도 양양군 현북면 기사문리에 있는 어항이다. 2007년 3월 22일 어촌정주어항으로 지정되었다. 시설관리자는 양양군수이다.

## 연혁
- 기사문리는 38선휴게소 바로 위에 있는 마을이다. 기사문리의 대부분 주민들은 어업에 종사하고 있다. 어업의 활성화가 이루어져 마을 주민들의 생활 수준은 다른 어촌 마을에 비해 높은 편이다. 6.25 이후에는 명태잡이가 성행하여 경상남도에서 이주해 온 사람들이 많다.

## 어항 구역
- 수역: 본 방파제 기점 북측지점(X:500,757.058 Y:176,311.607)에서 정동방향으로 80m 이동한 점(X:500,757.058 Y:176,391.607)과 이 점에서 동남방향으로 280m 이동한 점(X:500,530.330 Y:176,555.906),이 점에서 정남방향으로 100m 이동한 점(X:500,430.329 Y:176,555.906)과 이 점에서 정서방향으로 육지부를 연결한 선(X:500,430.329 Y:176,555.906)을 따라 형성된 공유수면(61,922m2)[1]
- 수역: 양양군 현북면 기사문리 89-42 외 11필지 (17,063m2)[2] (상세내역 생략)

## 개발 계획
2010년 10월 7일 양양군이 고시한 개발계획은 다음과 같다.
- 방파제 260m, 방사제 180m, 물양장 90m, 호안 327m, 준설 1식, 기능시설 1식, 복지관광시설 1식[1]

## 주요 어종
- 기사문리에서는 4~5월부터 9월까지의 시기에 주로 오징어가 많이 잡힌다. 그 외 멸치가 많이 잡히고 숭어, 광어, 문어 등이 잡힌다. 이러한 고기를 잡는데 사용하는 그물은 유자망을 비롯해 정치망, 선망이 사용된다. 멸치를 많이 잡던 시절에는 고기를 잘 보는 눈이 밝은 사람이 산에서 고기 배의 길을 알려주기도 했는데 이 사람을 '망지기'라 불렀다고 한다.

## 같이 보기
- 기사문해수욕장